# Naples (Florida)
Naples város az USA Florida államában, Collier megyében. Lakosainak száma 19 115 fő (2020. április 1.).

## Népesség
A település népességének változása:

| 2010 | 19 537 |
| 2020 | 19 115 |